# Giovanni Carignani
Giovanni Carignani (Picciorana, 1º giugno 1893 – Pistoia, 10 ottobre 1961) è stato un politico italiano, sottosegretario di stato, esponente della Democrazia Cristiana.
Nacque da Zeffiro, calzolaio a Picciorana, borgata alle porte di Lucca, e Climene Andreotti, bottegaia nel centro cittadino. Dopo le scuole elementari e medie, studiò da perito agrimensore e per un certo periodo praticò la professione. Educato dalla madre alla fede cristiana, s'impegnò sin dall'adolescenza nell'Azione Cattolica, di cui divenne strenuo promotore nelle parrocchie dell'Arcidiocesi di Lucca.

## Combattente nella Prima guerra mondiale
Scoppiata la prima guerra mondiale, frequentò il corso per allievi ufficiali e partì per il fronte con il grado di sottotenente. Promosso tenente, il 30 giugno 1916, durante un combattimento sul Monte Interrotto, riportò una grave ferita alla gamba sinistra, per cui dovette subire la riduzione chirurgica dell'arto. Alla fine della guerra, fu decorato della croce di guerra e delle medaglie d'argento e di bronzo al valor militare, anni dopo, il 27 giugno 1927, fu insignito del nastro azzurro dall'Istituto competente.

Dopo la guerra, s'iscrisse alla facoltà di Legge a Pisa e, laureatosi, esercitò la professione d'avvocato. Si sposò ed ebbe cinque figli.

## Il periodo fascista e la Seconda guerra mondiale
Non aderì mai al fascismo, anzi, durante il regime fondò un'associazione cattolica, Vita e pensiero, nella quale si coltivò buona parte del dissenso antifascista e della futura classe dirigente lucchese.

Nel corso della seconda guerra mondiale, si spese per i perseguitati politici e salvò dalla deportazione tanti ebrei. La Comunità ebraica lucchese, alla fine del conflitto, lo omaggiò di un prezioso orologio da polso, in segno di gratitudine. Perseguitato lui stesso dai tedeschi, fu nascosto e messo in fuga dall'allora Arcivescovo Antonio Torrini, suo grande amico.

Fu presidente del Comitato di Liberazione Nazionale di Lucca; liberata la città, fu nominato prefetto e mantenne l'incarico fino alla nomina della Consulta Nazionale.

## L'impegno politico agli albori dell'Italia repubblicana
Alle prime elezioni democratiche del 2 giugno 1946, fu eletto deputato all'Assemblea costituente, nelle file della Democrazia Cristiana. Nel 1947, fu sottosegretario al Ministero per l'assistenza postbellica nel secondo governo De Gasperi. S'adoperò per riportare in Italia i militari prigionieri in Australia e in India e organizzò l'esodo delle popolazioni istriane oppresse da Tito. Rappresentò il governo all'interno dell'ENDSI, Ente nazionale di soccorso Italia, organismo che si occupava della distribuzione dei soccorsi alle opere e istituzioni civili. Rieletto deputato alle elezioni del 18 aprile 1948, fu ispiratore di una legge, la n. 375 3 giugno 1950, per il collocamento preferenziale al lavoro dei reduci e combattenti.
A Lucca, fu presidente dell'ospedale cittadino e della Scuola d'arte "Passaglia" (1953-1958). Successivamente, divenne vicepresidente della Banca Toscana e, poi, presidente della Cassa di Risparmio di Lucca. Negli ultimi anni, fu eletto presidente dell'Istituto di Credito fondiario di Firenze e divenne membro dell'Italcasse.
Il 5 ottobre 1961, mentre si recava al lavoro, subì un grave incidente d'auto sull'Autostrada Firenze-Mare. Ricoverato in condizioni disperate all'ospedale di Pistoia, vi morì cinque giorni dopo, all'età di sessantotto anni.